# 鄧順
鄧順（1427年—1486年），字行健，四川瀘州人，軍籍，治《書經》，年二十五歲中式景泰二年辛未科第二甲第五十七名進士。三月初八日生，行一，曾祖鄧勝祖；祖鄧陳珷；父鄧俊；母楊氏。具慶下，妻戴氏，弟頤；顏。由州學增廣生中式四川鄉試第十二名舉人，會試中式第九十三名。